# Cry Wolf
Cry_Wolf ist ein US-amerikanischer Horrorfilm aus dem Jahr 2005.

## Handlung
Owen, der schon von mehreren Schulen geflogen ist, will nun an der Westlake Preparatory Academy, einem Elite-Internat, seinen Abschluss machen. Dort herrscht gerade große Aufregung, da eine Schülerin vermisst wird.
Owen lernt die kesse Dodger kennen und freundet sich mit ihr an. Eines Nachts wird er von seinem Zimmergenossen Tom in eine versteckte Kapelle im Wald mitgeschleift, in der sich neben Dodger noch die Schüler Randall, Lewis, Mercedes, Graham und Regina befinden. Owen erfährt, dass die Freunde sich als „Lügenclub“ bezeichnen und ein Spiel spielen, bei dem Dodger heimlich einen Wolf bestimmt, den die anderen entlarven müssen. Die Clique ist allerdings ziemlich enttäuscht, als Owen das Spiel mühelos gewinnt, weil die anderen sich inzwischen einfach zu gut kennen.
Als die vermisste Schülerin wenig später ermordet aufgefunden wird, kommt Dodger eine Idee: kurzerhand erfindet der „Lügenclub“ einen Serienkiller namens „Der Wolf“ und stellt ein erdachtes Profil von diesem ins Internet. Die Freunde lassen es so aussehen, als wäre es nur noch eine Frage der Zeit, bis „Der Wolf“ wieder an der Schule zuschlägt.
Das Gerücht verbreitet sich tatsächlich wie ein Lauffeuer an der Schule und nur der Lehrer Mr. Walker, bei dem Owen und Dodger einen Journalistik-Kurs besuchen, ahnt, wer das Gerücht in die Welt gesetzt hat.
Nach kurzer Zeit erhält Owen Mails, in denen ihm gedroht wird, dass aus dem Spiel bald ernst werde. Owen vermutet, dass der echte Mörder des Mädchens dahintersteckt. Plötzlich wird Owens und Toms Zimmer verwüstet, Owen wird angegriffen und fliegt kurz darauf beinahe von der Schule, weil man in seinem Rucksack ein Messer findet. Doch niemand glaubt dem „Lügenclub“ mehr.
Als Owen auch noch herausfindet, dass Dodger, in die er sich verliebt hatte, und Mr. Walker eine Affäre haben, will er das Spiel für immer beenden. Bei einem nächtlichen Treffen der Freunde in der Kapelle stellt sich heraus, dass sie sich gegenseitig die Streiche gespielt haben: so war es Lewis, der Owens und Toms Zimmer verwüstet hat, und Tom hat Owen das Messer untergejubelt. Doch wer hat die Drohmails geschrieben?
Als die Freunde Randalls Leiche finden, scheint klar, dass es doch ein Killer auf sie abgesehen hat. Bei der Flucht werden die Freunde getrennt und Owen muss mitansehen, wie Dodger getötet wird. Als er in Mr. Walkers Büro flieht, findet er dort eine Waffe und die Utensilien des Killers. Er erschießt den Lehrer schließlich. Im nächsten Moment kommt Dodger unverletzt hinzu. Es stellt sich heraus, dass alles nur ein Streich war und sowohl sie als auch Randall quicklebendig sind. Die Freunde wollten sich nur an Owen für dessen überlegenen Sieg bei dem Wolfsspiel in der Hütte rächen.
Owen wird wegen des Mordes an Mr. Walker verhaftet, doch dann stellt sich heraus, dass der Lehrer eine Affäre mit dem ermordeten Mädchen hatte, welches mit der Waffe, die Owen in Mr. Walkers Büro gefunden hat, erschossen wurde. Owen scheint doch in Notwehr einen Killer getötet zu haben. Owens Erleichterung weicht bald einer schrecklichen Erkenntnis: all dies wurde nur von Dodger eingefädelt, die sich an Mr. Walker dafür rächen wollte, dass er sie mit dem anderen Mädchen betrogen hat. In Wahrheit hat Dodger das Mädchen getötet, die Schuld ihrem Geliebten zugeschoben und Owen dazu gebracht, diesen zu töten. Doch niemand glaubt Owen die Wahrheit.

## Hintergrund
Bei einem Budget von einer Million US-Dollar spielte der Film in den USA 10 Millionen US-Dollar ein und erreichte Platz 5 in den Kinocharts. In Deutschland schaffte es der Film nur in sehr wenige Kinos und floppte. Trotzdem spielte der Film außerhalb der USA und Kanada über 5 Millionen US-Dollar ein. Mit Einnahmen von 15.585.495 Dollar kann Cry Wolf als kommerzieller Erfolg angesehen werden.
Der englische Begriff cry wolf bedeutet im übertragenen Sinn so viel wie falschen Alarm schlagen entsprechend dem deutschen Sprichwort Wer einmal lügt, dem glaubt man nicht, auch wenn er dann die Wahrheit spricht.
Das Lügenspiel ist eine stark vereinfachte Version von Mafia oder Die Werwölfe von Düsterwald.

## Kritiken
Lisa Rose (Newark Star-Ledger): „Cry_Wolf ist nicht gruselig.“
Kevin Thomas (Los Angeles Times vom 17. September 2005): „Ein cleverer Thriller mit einer verworrenen Handlung, eleganten Leistungen des Ensembles und einem ironischen Twist am Ende.“